# Patricia Espejo
Patricia del Sagrado Corazón Espejo Freitas (Santiago, 28 de mayo de 1952) es una periodista chilena enfocada en el área de salud de Televisión Nacional de Chile.

## Biografía
Se graduó en la Universidad de Chile, en donde conoció a su ayudante de cátedra, y futuro esposo, Hernán Olguín, periodista de la franja cultural de Canal 13. Se casaron en 1976 y tuvieron  dos hijos, Patricia y Hernán. Más tarde, en 1984, se divorció.

### Carrera en Televisión Nacional
La mayor parte de su carrera se ha desarrollado en Televisión Nacional de Chile, donde realizó su práctica profesional, y donde, en 1975, fue parte del noticiero 60 minutos como periodista junto a Pedro Carcuro, Bernardo de la Maza, Pepe Abad y Julio López Blanco. Luego de tres años en el canal nacional partió hacia el Canal 9 de la Universidad de Chile en julio de 1979.
El 9 de julio de 1977 participó del acto de Chacarillas, una concentración de jóvenes en demostración de apoyo a la dictadura militar.
Más tarde, en 1990, Espejo hizo notas sobre salud en el noticiero central de la estación pública, 24 Horas. En 1993 lideró el equipo periodístico de Televisión Nacional que informó sobre la separación de los siameses Marcelo Antonio y José Patricio Fuentes en junio de aquel año. Además de ser la primera operación de este tipo en el país, fue el único medio televisivo presente en el pabellón del Hospital Luis Calvo Mackenna, lugar donde se realizó el procedimiento quirúrgico.
En 1996 se integró al equipo del programa de investigación Informe especial, y más tarde, en 1998 creó el programa de salud Vida 2000 (luego llamado Vida radiografía de un cambio), donde se indagaban distintas enfermedades así como a sus aquejados. Allí era tanto la reportera como la conductora del espacio. Se mantuvo al aire hasta marzo de 2012.
Después del fin del programa Vida, Espejo se mantuvo haciendo reportajes de salud para el noticiero 24 Horas Central durante 2012. A finales de ese año, el entonces Director de Prensa de TVN, Enrique Mujica ofrece a Patricia jubilarse, lo que ella acepta. Actualmente Patricia Espejo está retirada del periodismo televisivo chileno.